# Ярославський державний університет імені П. Г. Демидова
Ярославський державний університет імені П. Г. Демидова (рос. Ярославский государственный университет им. П. Г. Демидова) — класичний заклад вищої освіти в російському Ярославлі, заснований у 1803 році.
Член Асоціації класичних університетів Росії.

## Історія
Свою історію університет веде з 1803 року, коли був заснований Демидівський юридичний ліцей.
21 січня 1919 року Ленін підписав декрет про заснування державних університетів у Костромі, Смоленську, Астрахані і Тамбові та перетворення у державні університети колишні Демидівський юридичний ліцей у Ярославлі та педагогічний інститут у Самарі. Терміном відкриття університетів постановлено вважати день першої річниці Жовтневої революції — 7 листопада 1918 року.
У 1924 році у зв'язку з так званим «загальним врегулюванням мережі вищих навчальних закладів», викликаним фінансовими труднощами в Росії, університет був закритий.
Повторне відкриття університету відбулося у 1970 році з ініціативи першого секретаря Ярославського обкому КПРС Федора Лощенкова.
У 1995 році університету присвоєно ім'я вченого-натураліста і мецената П. Г. Демидова.

## Загальноуніверситетсткі структурні підрозділи
- Наукова бібліотека
- Кафедра іноземних мов
- Відділ міжнародних зв'язків
- Центр працевлаштування
- Центр нових інформаційних технологій
- Технічний центр
- Центр «Інтернет»
- Медіалабораторія
- Центр університетського телебачення
- Центр колективного користування науковим обладнанням.